# Leptogenys minima
Leptogenys minima is een mierensoort uit de onderfamilie van de Ponerinae. De wetenschappelijke naam van de soort is voor het eerst geldig gepubliceerd in 2011 door Lattke.